# Барсимсон, Яаков
Яаков Барсимсон (анг. Jacob Barsimson) был одним из первых еврейских поселенцев в Новом Амстердаме (сейчас, Нью-Йорк) и самым ранним известным еврейским поселенцем в пределах нынешнего штата Нью-Йорк.

## Посланец (1654)
Барсимсон был послан еврейскими лидерами Амстердама, Республика Соединённых провинций, чтобы определить возможность переезда большой еврейской общины из Голландской Бразилии в Новый Амстердам. Территория Голландской Бразилии переходила под власть португальского короля, и евреи не могли больше оставаться там в безопасности. Барсимсон отплыл из Нидерландов 8 июля 1654 года на корабле «Pear Tree» и прибыл в Новый Амстердам 22 августа 1654 года. Следом за ним, в сентябре, сюда прибыла из Ресифи, Бразилия группа из 23 евреев, которые основали первое еврейское поселение на той территории, которая со временем станет территорией США.

### Права евреев
В 1658 году Барсимсону удалось добиться от голландского муниципального суда в Нью-Амстердаме решения, которое удивляет даже в свете современных принципов религиозной свободы. Он был вызван в суд в качестве ответчика в субботу; но суд на кратком протоколе постановил, что «хотя обвиняемый отсутствует, но дело против него в его отсутствие не рассматривалось, так как он был вызван в шабат».
За три года до этого Барсимсон и другой еврейский поселенец, Ассер Леви, присоединились к петиции евреев к губернатору и совету Новых Нидерландов, чтобы им было позволено, как и у других бюргерам, нести охрану поселения, а за это просили освобождения от особого налога, который налагался на них по решению губернатора и совета. Губернатор Нового Амстердама Питер Стёйвесант предвзято относился к другим религиям, кроме Голландской реформатской церкви. Поэтому он отклонил поданную просьбу и заметил, что если евреи захотят, они могут поселиться не в Новом Амстердаме а в другом месте. Однако религиозный плюрализм уже стал традицией в Нидерландах, и когда Барсимсон и другие евреи Нового Амстердама пожаловались начальству Голландской Вест-Индской компании, вскоре из компании (которая фактически являлась прямым начальником губернатора) Стёйвесант получил письмо с осуждением необоснованной и нелиберальной дискриминации еврейского населения.